# 姚㫤
姚昹（1425年—？），字景昭，順天府薊州遵化縣人，明朝政治人物。進士出身。

## 生平
順天府鄉試第六十六名。天順元年（1457年）丁丑科會試第十六名，殿試登進士第三甲第一名。

## 家族
曾祖姚善興。祖父姚銘。父亲姚喆。